# SCIgen
SCIgen é um programa que gera aleatoriamente textos cómicos do tipo nonsense sob a forma de trabalhos de investigação científica, incluindo gráficos, diagramas e citações. Ele usa uma gramática livre de contexto customizada para gerar todos os elementos que aparecem em artigos científicos da área de Ciência da Computação. Gera artigos contendo resumo(abstract), índice, introdução, trabalhos relacionados, desenvolvimento do tema, implementação, avaliação, resultados experimentais, conclusão e referências.

## Exemplos de texto gerado pelo SCIgen

### Resumo
```
B-trees must work. Given the current status of embedded epistemologies, end-users urgently 
desire the analysis of online algorithms, which embodies the technical principles of robotics. 
We investigate how simulated annealing can be applied to the investigation of consistent hashing.
```

### Introdução
```
Many cyberinformaticians would agree that, had it not been for spreadsheets, the development of IPv4 
might never have occurred. This is a direct result of the synthesis of compilers. After years of practical 
research into cache coherence, we argue the understanding of the lookaside buffer, which embodies the 
structured principles of algorithms [10]. However, reinforcement learning alone cannot fulfill the need 
for the development of the Internet.
```

## Resultados proeminentes
Em 2005, um artigo gerado pelo SCIgen, Rooter: A Methodology for the Typical Unification of Access Points and Redundancy, foi aceito como um artigo "non-reviewed" na WMSCI (World Multiconference on Systemics, Cybernetics and Informatics) 2005 e os autores foram convidados para falar . Os autores do SCIgen descreveram esta farsa em seu sítio web, e logo receberam grande publicidade quando este fato apareceu na Slashdot da SourceForge.
O comitê da WMSCI retirou o convite, mas a equipe do SCIgen foi de qualquer forma, alugando espaço em um hotel independente da conferência dando uma série de palestras as suas próprias custas. O organizador de todas essas conferências é Professor Nagib Callaos. O WMSCI foi patrocinado pelo IEEE de 2000 até 2005. Nos anos de 2006 e 2007 este patrocínio cessou. Em 2008, Callaos recebeu novamente o patrocínio da IEEE.

## Lista de pseudotrabalhos com aceitação
- Rob Thomas: Rooter: A Methodology for the Typical Unification of Access Points and Redundancy, pelo WMSCI 2005 (citado acima)
- Um Artigo de Mathias Uslar foi aceito para a conferência IPSI-BG[2].
- O Professor Genco Gulan publicou um artigo no 3º International Symposium of Interactive Media Design[3].
- Estudantes da Universidade de Tecnologia Sharif, do Irã, publicaram um artigo no Journal of Applied Mathematics and Computation (que é publicado pela Elsevier)[4]. O artigo foi removido subseqüentemente quando os editores foram informados de que se tratava de um artigo com fins jocosos[5].
- Um artigo intitulado "Towards the Simulation of E-Commerce" de Herbert Schlangemann foi aceito como um "reviewed paper" na CSSE (International Conference on Computer Science and Software Engineering) e esteve por um breve período de tempo na base de dados do IEEE Xplore [6]. Além disso, o autor foi convidado para presidir a uma sessão da conferência[7].Ler o blog oficial de Herbert Schlangemann para mais detalhes[8].
- Em 2009, o mesmo incidente aconteceu com o artigo de Herbert Schlangemann "PlusPug: A Methodology for the Improvement of Local-Area Networks" que foi aceito para apresentação oral em outra conferência internacional de ciência da computação[9].
- Em 2014, um artigo de Margaret Simpson, Kim Jong Fun e Edna Krabappel (Maggie Simpson e Edna Krabappel são personagens da série The Simpsons) intitulado "“Fuzzy”, Homogeneous Configurations" foi aceito por duas publicações científicas dos Estados Unidos, o Journal of Computational Intelligence and Electronic Systems e o Aperito Journal of NanoScience Technology.[10] O artigo foi elaborado pelo engenheiro americano Alex Smolyanitskye com a ferramenta SCIgen e submetido aos jornais com o pagamento de uma taxa.[11]